# Sociedade Esportiva Veneciano
O Sociedade Esportiva Veneciano foi um clube-empresa brasileiro de futebol, fundado em 2000 no município de Nova Venécia, no estado do Espírito Santo. Foi criado no começo de 2000, a partir da fusão de Leão de São Marcos EC, AA Nova Venécia e Veneciano FC.

## História
Em 14 de junho de 2001 nascia o Sociedade Esportiva Veneciano, foi o primeiro clube empresa do interior do Espírito Santo, empresários se uniram buscando trazer de volta a força ao futebol em Nova Venécia e formaram a equipe, o nome do clube foi escolhido através do voto popular, no intuito de unir as torcidas do município 256 km de distância de Vitória em um único clube, adotaram as seguintes cores, azul do Sport Club Veneciano, branco da Associação Atlética Nova Venécia e amarelo do Leão de São Marcos Futebol Clube. O Nome foi entre 3 opções, Leão de São Marcos, Veneciano e Cricaré. mandava suas partidas no Estádio Zenor Pedrosa Rocha, loca conhecido por ser ali que saiu o primeiro gol de Romário como profissional, na verdade foram 2, no amistoso em 1985 A.A Nova Venécia 0x6 Vasco/RJ, o meia Geovani ex-Desportiva também marcou 1 gol. 
A torcida do Leão de São Marcos nunca aceitou este novo time, nem mesmo quando colocaram a imagem do Leão de São Marcos de Veneza no escudo junto com a Pedra do Elefante, afinal era o mesmo nome do seu maior rival S.C Veneciano extinto nos anos 80, com o passar dos meses a torcida do Leão de São Marcos passou a odiar e torcer contra de vez pois o Veneciano escanteou o amarelo do clube adotando apenas azul e branco igualmente seu maior rival. O ódio era tanto que a cada nova derrota comemoração leonina era ouvida e vista pela cidade.
O clube veneciano não teve muito destaque em competições oficiais. Sua primeira competição foi a série B Capixaba ainda em 2001, sua primeira partida na competição foi com vitória por 2x1 sobre Castelo em 5 de agosto. Dois empates na sequência, primeira derrota veio para o CTE, empate com Vitória fechando o turno, na classificação o Veneciano estava em 3 lugar com 5 pontos empatado com Tupy e atrás do CTE com 8.
Lembrando que este ano era turno e returno em pontos corridos com os dois melhores subindo para Série A, e no returno o Veneciano entrou no G2 ao derrotar o Castelo por 3x2, mas perdeu para o Aracruz por 3x2 e para o Tupy por 1x0, o Veneciano ficava com sérios problemas na tabela de classificação, faltando 6 pontos a equipe estava com 9 contra 10 do Aracruz, 12 do CTE Colatina e 14 do Vitória e do Tupy, precisava vencer e torcer contra os rivais, fez sua parte na penúltima rodada vencendo o CTE por 1x0 chegando aos 12 pontos, agora precisava derrotar o Vitória concorrente direto e torcer para o CTE não vencer. Na rodada final Veneciano derrotou o Vitória por 1x0 e contou com empate em 0x0 entre CTE e Tupy, com isso a festa tomou conta ao fina da partida com a conquista do acesso a Séria A e o vice campeonato logo em sua primeira. Binha foi o artilheiro da série B pelo Veneciano com 7 gols.
Em 2002 jogou com o nome de Nova Venécia novamente, chegou a trocar o escudo para agradar os torcedores do Leão de São Marcos e tenta chama-los para o lado deles, logo em sua primeira partida conseguiu uma vitória, 3x1 no São mateus em casa, Derrotou a Desportiva por 2x1 em casa, derrotou o Alegrense que foi Bicampeão naquele ano por 4x2 em casa, venceu o Rio Branco jogando no Kleber Andrade, golearam o Estrela por 3x0 em casa, terminou em 6º lugar entre 10 equipes.
A exemplo da Série B o Veneciano também estreou com vitória, 3x1 sobre São Mateus, depois perdeu para Linhares por 2x1, venceu Desportiva pelo mesmo placar, perdeu por 1x0 para o cachoeiro aplicou 4x2 no Alegrense, vitória supreendente por 1x0 sobre Rio Branco na capital mas perdeu por 3x1 para o Tupy. Contra o Serra sua pior apresentação perdendo port 5x1, na rodada seguinte a melhor apresentação 3x0 no Estrela do Norte.
pelo returno derrota por 2x1 para São Mateus, 1x1 com Cachoeiro e Linhares, vitória surpreendente por 2x0 sobre a Desportiva, empate em 1x1 com Cachoeiro, mesmo com 3 derrotas seguidas para Rio Branco 1x0, Serra 1x0 e Estrela do Norte por 2x1 não correu risco de rebaixamento, a equipe que ficou com 23 pontos em 18 partidas vencendo 7 empatando 2 perdendo 9, marcando 24 gols sofrendo 26.
Em 2003 o Veneciano começou aplicando 3x0 no Cachoeiro mas depois entrou em uma série de derrotas, 2x0 para CTE Colatina e Estrela do Norte, 2x1 para Rio Branco, 3x0 para Vitória, 4x1 Alegrense, quebrou a sequência ao derrotar o Serra por 1x0 e 3x0 no São Mateus, mas terminou o turno perdendo para Tupy por 2x0 fechando em 8º lugar.
Pelo returno derrota por 3x1 para o Cachoeiro, venceu CTE Colatina por 2x1 mas perdeu por 3x0 para o Estrela do Norte, ficou no 1x1 com Rio Branco e Vitória, derrotas para Alegrense por 1x0 e 3x1 para o Serra. A penúltima rodada poderia decretar o rebaixamento do Veneciano caso um a nova derrota viesse a acontecer, mas no confronto direto para escapar do rebaixamento contra o São Mateus o Veneciano venceu de forma emocionante por 2x1 colocando fogo na fuga pelo rebaixamento. A rodada final entravam Veneciano 17 pontos contra 19 do São Mateus, tanto veneciano quanto São Mateus jogariam fora de casa, o Veneciano encarava o Tupy precisando vencer e torcer para derrota do São Mateus contra Rio Branco, São Mateus ficou no 1x1 com Rio Branco, mas o Veneciano ficou só no 2x2 com Tupy e foi rebaixado para Série B 2004.
Em 2004 retornando a Serie B o Veneciano começa com 2x2 com Jaguaré, empata também com Estrela de Cachoeiro 0x0 e vence Cachoeiro 1x0, 2x1 no Linhares e o GEL por 2x1, esta campanha já classificava a equipe de forma antecipada para a 2ª fase.
No returno perde por 2x1 para Jaguaré, 1x0 Estrela de Cachoeiro, nas 3 rodadas seguintes repete desempenho do turno, derrota Cachoeiro por 2x0, Linhares vitória por W.O placar de 3x0, e 1x0 no GEL.
No mata mata Veneciano e Cachoeiro brigariam pela vaga na Série A. Na ida o Veneciano deu salto gigantesco vencendo por 4x2 fora de casa. Na volta controlou bem e mesmo perdendo por 2x1 conquistou o acesso. Na final Veneciano e Estrela de Cachoeiro fizeram partida única e nela o Estrela sobrou e atropelou por 3x0 levando o título deixando o Veneciano com outro vice.
No retorno a Serie A com total torcida contra por parte dos torcedores do Leão de São Marcos o Veneciano começou do jeito que os leoninos queriam, perdeu para São Mateus, Jaguaré, Estrela do Norte e Serra, depois de 1x1 com Vilavelhense e 3x3 com Vitória vem a primeira vitória, 2x0 sobre o Cachoeiro, mas sofreu 3x0 do CTE Colatina.
No returno venceu o São Mateus por 2x1, mas sofreu 5x0 do Jaguaré o que causou a demissão de seu treinador, mas o pior estava por vir, 4x1 para o Estrela do Norte, 6x1 para o Serra, quando perdeu por 2x1 para o Vilavelhense a equipe já estava de malas prontas para a Série B, na rodada seguinte contra o Vitória a pior derrota da curta história do Veneciano, 8x1 placar final, já rebaixado perdeu por 3x1 para o Cachoeiro, e em 29 de maio de 2005 o empate 1x1 com CTE Colatina marcou a despedida do S.E Veneciano do futebol, a equipe é extinta e a profecia de um diretor do Leão se cumpria, o diretor declarou o seguinte. ” Este time vai ser igual ao voo da perdiz, voa aqui e cai ali na frente”. Estava com toda razão pois fundado em 2001 acabava em 2005.

## Títulos
- Vice-campeonato Capixaba de Futebol - Segunda Divisão: 2001 e 2004